# Silkesflugsnappare
Silkesflugsnappare (Ptiliogonatidae) är en familj av ordningen tättingar. Familjen omfattar endast fyra arten i tre släkten som förekommer från sydvästra USA till Panama:
- Släktet Phainoptila
  - Svartgul silkesflugsnappare (P. melanoxantha)
- Släktet Phainopepla
  - Svart silkesflugsnappare (P. nitens)
- Släktet Ptiliogonys
  - Grå silkesflugsnappare (P. cinereus)
  - Långstjärtad silkesflugsnappare (P. caudatus)

Notera att arterna i släktet Lamprolia i familjen solfjäderstjärtar (Rhipiduridae) tidigare kallades silkesflugsnappare.